# Dawid Taler
Dawid Taler (ur. 21 grudnia 1974 w Przeworsku) – polski inżynier, profesor nauk technicznych, profesor Politechniki Krakowskiej im. Tadeusza Kościuszki.

## Życiorys
Absolwent Technikum Mechanicznego nr 1 im. Szczepana Humberta w Krakowie. W 1999 ukończył studia z zakresu inżynierii środowiska na Politechnice Krakowskiej im. Tadeusza Kościuszki. Doktoryzował się w 2002 na Akademii Górniczo-Hutniczej im. Stanisława Staszica w Krakowie na podstawie rozprawy pt. Teoretyczna i eksperymentalna analiza wymienników ciepła o powierzchniach rozwiniętych, której promotorem był profesor Stanisław Gumuła. Stopień doktora habilitowanego uzyskał w 2009 na AGH w oparciu o pracę pt. Dynamika rurowych wymienników ciepła. Tytuł profesora nauk technicznych otrzymał 9 lutego 2017.
W latach 1999–2011 pracował na Akademii Górniczo-Hutniczej im. Stanisława Staszica w Krakowie. W 2011 podjął pracę na Politechnice Krakowskiej im. Tadeusza Kościuszki, na której doszedł do stanowiska profesora. W 2018 został kierownikiem Katedry Procesów Cieplnych, Ochrony Powietrza i Utylizacji Odpadów.
Specjalizuje się w zagadnieniach dotyczących ogrzewnictwa. Opublikował ok. 330 prac, w tym kilkadziesiąt w czasopismach z listy Journal Citation Reports. Wypromował dziewięciu doktorów. Został członkiem Komitetu Termodynamiki i Spalania PAN.